# Paraleuctra forcipata
Paraleuctra forcipata är en bäcksländeart som först beskrevs av Theodore Henry Frison 1937.  Paraleuctra forcipata ingår i släktet Paraleuctra och familjen smalbäcksländor. Inga underarter finns listade i Catalogue of Life.